# Ondřej Bačinský
Ondřej Bačinský, také Andrej Bačinskij, rusínsky Андрій Бачіньскый, maďarsky Bacsinszky András (14. listopadu 1732 Beňatina – 19. prosince 1809 Užhorod) byl řeckokatolický biskup. Během jeho působení se řeckokatolická církev v Uhersku právně zrovnoprávnila s církví římskokatolickou. Podporoval vzdělávání uherských řeckokatolíků v jejich mateřském jazyce a rozvoj rusínského spisovného jazyka.

## Život
Jeho otec byl rusínský kněz Todor (Tivadar) Bacsinszky, potomek šlechtického rodu z Haliče. Ondřej Bačinský studoval u jezuitů v Užhorodě; filozofii a teologii absolvoval v Trnavě. Na kněze byl vysvěcen dne 2. září 1756 biskupem Manuilem Olšavským. Po dvanácti letech působení se stal kanovníkem. Dne 5. srpna 1772 byl jmenován biskupem v Mukačevu. Jako biskup byl potvrzen Svatým stolcem dne 8. března 1773. Na biskupa byl vysvěcen dne 6. června 1773. Hlavním světitelem byl biskup Vasilije Božičković a spolusvětiteli byli biskup Meletie Covaci a biskup Franz Josef von Gondola. Mukačevské biskupství se v roce 1777 přestěhovalo do Užhorodu a v roce 1780 se přestěhoval i biskup Ondřej Bačinský. Svým nástupcům zanechal knihovnu o 9000 svazcích. O jeho bibliografickou činnost se zajímal Josef Dobrovský. Dopisoval si s českým knězem a lingvistou Václavem Fortunátem Durychem.